# اسپیدی هایر
اسپیدی هایر (انگلیسی: Speedy Hire) شرکت ساخت‌وساز بریتانیایی است، که در سال ۱۹۷۷ تأسیس شد.